# Никольское (Близнюковский район)
Никольское (укр. Микільське), село,
Алексеевский сельский совет,
Близнюковский район,
Харьковская область, Украина.
Код КОАТУУ — 6320680207. Население по переписи 2001 г. составляет 154 (76/78 м/ж) человека.

## Географическое положение
Село Никольское находится на левом берегу реки Большая Терновка, на противоположном берегу находится село Григоровка. На севере в 1 км — село Алексеевка, на юге в 1 км — село Андреевка.
Село расположено в конце балки Водяная, по которой протекает пересыхающий ручей, на котором сделана запруда (~7 га).

## История
- 1850 — дата основания.

## Экономика
- В селе есть молочно-товарная ферма.
- Небольшой глиняный карьер.

## Культура
- Клуб.